# António Monteiro
António Manuel Mascarenhas Gomes Monteiro (ur. 16 lutego 1944 w Santa Catarina, zm. 16 września 2016 w Prai) – polityk Republiki Zielonego Przylądka, działający w Ruchu dla Demokracji (MPD).
Od 22 marca 1991 do 22 marca 2001 prezydent Republiki Zielonego Przylądka.